# Mihail Macavei
Mihail Macavei (n. 8 noiembrie 1882, Turnu Severin, România – d. 13 septembrie 1965, București, România) a fost un demnitar comunist român, fondator al Partidului Comunist Român (1921), președinte al Institutului pentru Strângerea Relațiilor Culturale cu Străinătatea (1951) și președinte al Comitetului Olimpic Român (1951–1953).
A decedat în anul 1965 și a fost incinerat. Urna cu cenușa sa a fost depusă în hemiciclul din partea dreaptă a Monumentului eroilor luptei pentru libertatea poporului și a patriei, pentru socialism, unde s-au mai aflat urnele funerare ale altor militanți comuniști ca Vasile Luca, Ștefan Foriș, Iosif Chișinevschi, Mihail Roller, Remus Koffler, Gheorghe Vasilescu-Vasia, Constantin David, Ada Marinescu, Panait Mușoiu, Barbu Lăzăreanu, Simion Stoilov, Ana Pauker ș.a.

## Distincții
- Medalia „A cincea aniversare a Republicii Populare Române” (24 decembrie 1952) „pentru lupta și munca duse în vederea făuririi, consolidării și prosperării Republicii Populare Române” (menționat Mihai Macovei)[5]
- Ordinul Muncii clasa I și medalia „Eliberarea de sub jugul fascist” (11 mai 1956) „pentru activitate îndelungată în mișcarea muncitorească și pentru participarea ca delegați la Congresul de înființare a Partidului Comunist din Romînia”[6]
- Ordinul „23 August” clasa a III-a (12 august 1959) „pentru activitate rodnică în dezvoltarea științei și culturii din Republica Populară Romînă”[7]
- Medalia „40 de ani de la înființarea Partidului Comunist din Romînia” (6 mai 1961) „pentru activitate îndelungată în mișcarea muncitorească și merite în opera de construire a socialismului”[8]